# Живојин Павловић (комуниста)
Живојин Жика Павловић (Мушвете, код Чајетине, 13. јануар 1898 — Ужице, 28. новембар 1941) био је југословенски комуниста и новинар који је писао о великим чисткама у Совјетском Савезу.
Био је члан Централног комитета Комунистичке партије Југославије и близак сарадник генералног секретара КПЈ Милана Горкића, стрељаног у Москви током Стаљинове чистке. Радио је у својству секретара партије за целу емиграцију, уредника и издавача листа „Против Главњаче” и секретара Патроната Црвене помоћи у Паризу, издавача и администратора партијског органа „Пролетер”, Радничке библиотеке и власник/администратор партијске књижаре.
Објавио је око триста чланака у бројним (про)комунистичким и синдикалним листовима у земљи и иностранству. Један је од првих критичара тоталитарног стаљинистичког система, у тадашњој Европи и свету уопште. Његово најважније дело је „Биланс совјетског термидора: Приказ и открића о делатности и организацији Стаљинског терора”. Стрељали су га комунисти током Ужичке републике 1941. године. Једини сачувани примерак Павловићеве књиге пронађен је тек шездесет година касније.

## Биографија
Живојин Павловић је рођен 13. јануара 1898. године у златиборском селу Мушвете, општина Чајетина. До 1920. године живи у Ужицу, где је завршио гимназију. Био је добровољац у Првом светском рату.

### Партијски рад у земљи
Павловић је био члан СКОЈ и КПЈ од оснивања 1919. године. 1920. године уписује студије права у Београду. Од 1923. године је на партијском раду у Македонији, послат од тадашњег вође КПЈ Симе Марковића. Павловић је био окружни секретар за Македонију, да би почетком 1925. године отишао у Совјетски Савез. Враћа се наредне године и постаје дописник „Правде” из Македоније.

### Емиграција у Паризу
Павловић је 1929. године емигрирао у Француску, где остаје пуних десет година. Завршио је Правни факултет у Паризу, где је упознао велики број интелектуалаца тога времена.
У Паризу, где се налазило седиште КПЈ, пише и уређује партијске и синдикалне новине, покреће и издаје политичке листове. Био је издавач и уредник главног органа КПЈ „Пролетера”, часописа „Класна борба” и листа „Против Главњаче”.
У Паризу је водио партијску књижару „Хоризонти”, где су се окупљали комунисти старог континента. Примљен је у чланство КП Француске. Постаје секретар КПЈ за целу емиграцију. Прикупљао је „црвену помоћ”, окупљао емиграцију и помагао одлазак југословенских бораца у Шпанију.
Био је близак сарадник генералног секретара КПЈ Милана Горкића и члан његовог руководства. Након хапшења и стрељања Горкића током Велике чистке у Москви 1937. године, и Титовог преузимања партије, Живојин Павловић пада у немилост.
2. маја 1939. године Тито пише делегату КПЈ при Коминтерни Прежихову Воранцу да су Карло Худомаљ и Живојин Павловић на његов предлог искључени из партије. Искључење под разним оптужбама је неретко повлачило и физичку ликвидацију. 1940. се вратио у Београд и запослио у ондашњем Централном пресбироу (пандан Министарства информисања). Павловић је све више изолован, и отказани су му послови које је до тада радио.

### Критика Стаљинових чистки
Павловић је крајем 1940. године у Београду самостално објавио књигу „Биланс совјетског термидора: Приказ и открића о делатности и организацији Стаљинског терора”, у издању аутора. Књига говори о Стаљиновим чисткама крајем 1930—их година у Совјетском Савезу, у којима су нестали многи његови пријатељи, као што је и Милан Горкић.
| „                                                      | Ми смо се ругали земљама које су спаљивале марксистичку, јеврејску и демократску литературу, док данас нема ни у једној руској библиотеци дела Троцког, Бухарина, Зиновјева, Безименског, Пастернака, Кољцова и других, која су свакако спаљена. Циљ је ове брошуре да прикаже право стање у Совјетској Унији, да прикаже и разголити овај режим крви и ниских клевета које је завео Стаљин у земљи са његовом полицијом. Будући да су масовна стрељања заузела такве размере, да се више не може ћутати, потребно је дићи глас протеста и учинити све да се још преостале жртве стаљинског термидора спасу из Совјетске Уније. | ” |
| — Живојин Павловић, Биланс совјетског термидора (1940) | |   |

Кованица „совјетски термидор” указује на терминолошку повезаност са Француском револуцијом, и контрареволуционарни преокрет који се одиграо под Стаљином. Књига је „одмах забрањена и још у штампарији заплењена”.
Захваљујући уговору о сарадњи између Стаљинове владе и владе Краљевине Југославије и свежег дипломатског признавања СССР од стране Краљевине Југославије, апарат КПЈ је успео да од владе Цветковић-Мачек издејствује забрану те Павловићеве књиге и највећи део њеног тиража запленила је полиција већ у штампарији, а потом и уништила. Павловић је успео „извући десетак примерака”, а један од њих поклонио је свом куму Љубиши Ђенићу, библиотекару у Чајетини.
У „Комунисту”, органу КПЈ, књига је дочекана на нож непотписаног критичара као „збирка провокација и клевета против наше Партије, Коминтерне и СКП(б), Совјетске владе и друга Стаљина”. Годинама касније је Милован Ђилас признао да је управо он написао цитирану критику.

### Мучење и стрељање у Ужицу
Павловића су током Ужичке републике у јесен 1941. године ухватили, заточили и најтежим мукама мучили партизани. Његово хватање и потоњу ликвидацију је организовао Слободан Пенезић Крцун.
Живојин Павловић је мучен у затвору „једну седмицу сигурно, а можда и више”. Стрељан је након безуспешних покушаја да му најсуровијом тортуром изнуде лажно признање да је увек био „фашистички и полицијски агент” инфилтриран у врх КПЈ.
Након вишедневне тортуре Павловић је покушао самоубиство тако што је себи пререзао вене комадом стакла, рекавши: »Немате више потребе да ме водите на саслушање«. Но, Крцун му је притрчао, зауставио крварење и љутито рекао: »Нећеш умрети, курво, док не признаш!« Ни након даљег мучења Павловић није ништа признао.
Одведен је на стрељање у Крчагову, изнад војничког круга, заједно са још „четири-пет камиона” пуних осуђеника на смрт (робијаша, четника итд). Осуђеници су у камионима седели један другом у крилу, како не би могли да побегну. Према сећању чувара, Павловић је измучен покушао да побегне.
Одбегао је био око 30 метара када га је стражар из пушке погодио у кичму, након чега је још био жив. Завапио је: »Убијте ме«, али су га намерно „последњег убили и бацили у раку”. Верује се да је стрељан по Титовом наређењу. Убијен је у ноћи између 28. и 29. новембра 1941. неколико сати пре него што ће партизанско вођство, пред најездом Немаца побећи из Ужица.

## Дела
Објавио је преко три стотине чланака у штампи по Паризу, Бриселу, Канади и Југославији. То су углавном текстови о антифашизму и антифашистичком покрету уопште, затим анализе о развоју догађаја у Пољској, Чешкој, Шпанији, о догађајима у агрокултури, економским темама.
Његово најважније дело „Биланс совјетског термидора: Приказ и открића о делатности и организацији Стаљинског терора” је све до 2000—их било непознато. Тек шездесет година од његовог погубљења једини сачувани примерак Павловићеве књиге пронашао је, истражио и објавио социолог Слободан Гавриловић. Постоји и податак да је Слободан Гавриловић објавио репринт издање ове књиге 1989. године у издању ужичког часописа „Међај”.